# Legnano (wielerploeg)
Legnano was een Italiaanse wielerploeg, gesponsord door het gelijknamige merk van fietsen en later motorfietsen. Dit begon met wielersponsoring in 1906. De ploeg won in het interbellum elfmaal de Ronde van Italië, en na de Tweede Wereldoorlog nog tweemaal. Grote namen als Giovanni Brunero (drievoudig Giro-winnaar) en Fausto Coppi maakten hun profdebuut bij de ploeg, die toch vooral grote successen boekte dankzij de campionissimo Alfredo Binda. Net als een latere grootheid, Gino Bartali, reed Binda het grootste deel van zijn carrière voor Legnano. In deze periode was Binda meermaals de beste in de Giro, Milaan-San Remo en de Ronde van Lombardije. Bovendien werd hij in deze jaren driemaal wereldkampioen op de weg.
Gedurende een aantal jaren reden latere rivalen Coppi en Bartali samen voor de ploeg. Bartali was Italië's sterkste renner op dat moment met twee Giro-zeges op zak. Ploegleider Eberardo Pavesi zag in de piepjonge Coppi een luxeknecht voor Bartali, maar al in de eerste Giro waarin zij samen reden moest Bartali de zege aan Coppi, toen 20 jaar, laten nadat hij zelf meermaals pech had ondervonden. 
Olympisch kampioen (1956) Ercole Baldini tekende voor 1957 een contract bij Legnano, en kende een topseizoen in zijn tweede jaar bij de ploeg: Giro-winnaar, Italiaans- én wereldkampioen. Nadien zouden Legnano renners geen grote zege meer binnenhalen. De naam Legnano verdween pas na 1966 uit het peloton; de laatste overwinning van de ploeg was die van Flaviano Vicentini in de Grote Prijs van Cannes van 1966.

## Bekende renners
- Lucien Petit-Breton (1909-1910)
- Giovanni Brunero (1919-1929)
- Gaetano Belloni (1923-1924)
- Alfredo Binda (1925-1928, 1929-1936)
- Luigi Marchisio (1929-1931)
- Learco Guerra (1936-1940)
- Gino Bartali (1936-1945, 1946-1948)
- Fausto Coppi (1939-1942)
- Ercole Baldini (1957-1958)
- Arnaldo Pambianco (1958-1960)
- Imerio Massignan (1959-1963)

## Belangrijkste overwinningen
- Ronde van Italië: 1921, 1922, 1925, 1926, 1927, 1929, 1930, 1933, 1936, 1937, 1940, 1947, 1958
- Milaan-San Remo: 1922, 1924, 1929, 1931, 1939, 1940, 1941, 1947
- Ronde van Lombardije: 1923, 1924, 1925, 1926, 1927, 1931, 1936, 1939, 1940, 1941, 1945, 1952
- Wereldkampioenschappen wielrennen: 1927, 1930, 1936, 1958